# MySAP ERP
mySAP ERP is een geïntegreerd enterprise resource planning (ERP) pakket voor grote en middelgrote bedrijven. mySAP ERP is de opvolger van SAP R/3 en SAP R/2. Het wordt ook door SAP AG op de markt gebracht. 
mySAP ERP bestaat uit een zogenaamd 'Enterprise Core Component' (ECC) met de volgende 4 onderdelen;
- mySAP ERP Financials, de opvolger van de FI/CO modules van SAP R/3
- mySAP ERP Human Capital Management, de opvolger van de HR modules van SAP R/3
- mySAP ERP Operations, de opvolger van de PP, MM en SD modules van SAP R/3
- mySAP ERP Corporate Services

Hierop kunnen een aantal zogenaamde 'add-on componenten' toegevoegd worden, die extra functionaliteiten bieden zoals mySAP Supplier Relationship Management (SRM), mySAP Customer Relationship Management (CRM), mySAP Advanced Planning and Optimization (APO), mySAP Business Warehouse (BW). Ook kunnen de Industry Solutions van SAP AG volledig geïntegreerd worden in mySAP ERP.